# Ama Dablam
Ama Dablam er et bjerg i Himalayaområdet i det østlige Nepal. Hovedtoppen er 6812 meter over havets overflade. Ama Dablam betyder "Mors halskæde"; de lange kamme på hver side er armene på en mor (ama) som beskytter sit barn, og den hængende gletsjer er Dablam, den traditionelle dobbelt-vedhæng, som indeholder billeder af guder, båret af Sherpa kvinder. Ama Dablam dominerer den østlige horisont for alle der vandrer til Mount Everest basecamp.
Ama Dablam blev først klatret den 13. marts 1961 af Mike Gill (NZ), Barry Bishop (USA), Mike Ward (UK) og Wally Romanes (NZ) via den sydvestlige bjerggrat. De var godt akklimatiseret til højden efter at have overvintret på over 5800 meters højde nær bunden af bjerget, som en del af den videnskabelige ekspedition Silver Hut (1960-1961), ledet af Sir Edmund Hillary.
Ama Dablam er den tredje mest populære bjergtop i Himalaya for tilladte ekspeditioner. Den mest populære rute er den sydvestlige bjerggrat (højre skyline på billedet). Bjergbestigere opretter typisk tre lejre langs bjerggraten med lejr 3 lige under og til højre for hængende gletsjer (Dablam). Is, der kælver fra gletsjeren falder typisk til venstre, væk fra lejren. I 2006 beviste en katastrofal lavine dog, at dette ikke altid er tilfældet. En klatretilladelse og en forbindelsesofficer er påkrævet for at bestige bjerget. Som med Mt. Everest, er de bedste klatremåneder april-maj (før monsunen) og september-oktober (efter mosunen).